# Карданга
Карданга — деревня в Вытегорском районе Вологодской области.
Входит в состав Оштинского сельского поселения, с точки зрения административно-территориального деления — в Оштинский сельсовет.
Расположена на левом берегу реки Верхняя Оровашка. Расстояние по автодороге до районного центра Вытегры — 67 км, до центра муниципального образования села Ошта — 7 км. Ближайшие населённые пункты — Курвошский Погост, Ручей, Симаново.
По переписи 2002 года население — 2 человека.
В деревне расположена Георгиевская часовня — памятник архитектуры.

## Известные уроженцы
- Фотькин, Иван Иванович — участник Великой Отечественной войны, полный кавалер ордена Славы.